# Уч-Энмек
Уч-Энме́к — особо охраняемая природная территория Республики Алтай. Природный парк «Уч-Энмек» создан постановлением Правительства Республики Алтай от 23 апреля 2001 года № 109. В 2011 году в рамках  реорганизации парка к нему был присоединён природно-хозяйственный парк «Аргут», в результате чего общая площадь охраняемой территории составила 81123 га.

## Географическое положение
«Природный парк „Уч-Энмек“ расположен в физико-географической провинции Центральный Алтай в Онгудайском административном районе в бассейне реки Каракол».
Из общей площади природного парка 60551 га:
- 810 га отведено под заповедную зону (А); в ней запрещена любая деятельность;
- 4777 га — под особо охраняемую зону (Б); запрещена любая хозяйственная деятельность, кроме экскурсионных маршрутов при обязательном сопровождении гида;
- 54964 га — под рекреационную зону (В).

Гора Уч-Энмек (2792м), давшая название парку, является священной горой для алтайцев. «Уч» — три, «Энмек» — голова (макушка, темя), гора Уч-Энмек — имеет три вершины.
Территория парка расположена на северном склоне Теректинского хребта. На формирование рельефа оказало большое влияние прошлое оледенение. Воздействие древних ледников на осевые участки основных хребтов привели к образованию островершинных пиков, чашеобразных долин со множеством озёр. На территории парка отсутствуют крупные озёра, все имеющиеся озёра расположены в ледниковых долинах и карстовых воронках и имеют чаще всего ледниковое, реже тектоническое, происхождение. В высокогорной части ледниковые озера образуют многоступенчатый каскад. Перепад высот составляет от 2800 м над уровнем моря до 900 м в долине реки Урсул. Самая высокая вершина на территории парка — гора Уч-Энмек — достигает высоты 2821 м. Таким образом, на территории парка достаточно полно представлены формы рельефа, свойственные различным высотным поясам Центрального Алтая.
Исторические памятники располагаются на т. н. преобразованных территориях: долины рек, склоны гор, где также располагаются сельскохозяйственные земли — пашни, пастбища, поселения коренных алтайцев. К малонарушенным территориям природного парка относится высокогорная зона — гора Уч-Энмек и прилегающие площади — высокогорные ландшафты (гляциально-нивальные и тундровые).

## Климат
Климат на территории природного парка резко континентальный. В январе средняя температура — −22-24 °С, в июле — 15-16 °С. На южных макросклонах хребтов и их отрогов среднегодовое количество осадков составляет 100-350 мм, на северных склонах хребтов — до 500-700 мм.

## Достопримечательности
На территории парка «Уч-Энмек» сохранились следы древних культур — афанасьевской (3 тыс. лет до н. э.), каракольской (1,5 лет до н. э.), скифской (VIII—IV века до н. э.), тюркской (VI—VIII века н. э.). Около пяти тысяч историко-культурных памятников — каменные стелы, курганы, балбалы, наскальные рисунки, которые когда-то являлись своеобразными алтарями — находятся в урочищах Соору и Башадар и недалеко от села Туэкта.
В верховьях реки Арыгем на северных склонах центральной части Теректинского хребта располагается священное для коренного населения озеро Арыгем (Арукем — с алт. «чистое озеро»). Расположено примерно в 15 км от села Кулада в сторону Теректинского хребта. Живописное горное озеро в диаметре примерно 600 м, находится на высоте 1300—1400 м. С озера открывается панорама на Теректинский хребет и на одну из его вершин — Уч-Энмек.
Курганный могильник «Усть-Каракол» находится напротив впадения реки Каракол в Урсул. Является объектом культурного наследия.
Изваяние «Караколькое» расположено на въезде в село Кулада..
Палеолитическая стоянка Усть-Каракол.